# Allgemeine musikalische Zeitung
El Allgemeine Musikalische Zeitung (abreviatura: AMZ, Diari general de música) és, juntament amb el Neue Zeitschrift für Musik un dels primers diaris dedicats a la música.
Inicialment es va denominar Deutschen Musik Zeitung. Va ser publicat per primera vegada a Leipzig en 1797 per Friedrich Rochlitz (1769-1842) de l'editorial Breitkopf & Härtel, i va continuar així fins a 1818, si bé va seguir contribuint amb articles. Els següents editors van ser Gottfried Fink, C. F. Becker, Moritz Hauptmann i Johann Christian Lobe, entre d'altres. Des de 1865 també va editar a Winterthur per Rieter-Biedermann. En 1898 va canviar al seu nom actual.
Periòdic de tiratge setmanal, va ser una de les publicacions amb més renom en el camp de la música. A més de les revisions, articles (que cobreixen un ampli rang d'interessos - història, músics, compositors, instruments, etc.) també conté partitures de compositors famosos publicades per primera vegada. El seu valor per als lectors moderns roman sense disminuir.

## Corresponsals
- Barmen: I. Kamphausen
- Basilea: Selmar Bagge
- Berlín: Philipp Spitta, F. W. Jähns
- Chojnice: H. Deiters
- Frankfurt del Meno: W. Oppel
- Gotinga: I. Krueger, Ed. Hille
- Hamburg: Emil Krause
- Kempten: A. Thuerlings
- Colònia: R. I. Reusch, S. de Lange
- Copenhaguen: Anton Rée
- Leipzig: G. Wustmann, A. Tottmann, F. v. Holstein
- Magdeburg: A. G. Ritter
- Múnic: G. von Tucher, Friedrich Stetter, L. Stetter, Prof. Schafhäutl
- Potsdam: P. Waldersee
- Stuttgart: B. Gugler
- Trieste: Eduard Bix
- Viena: A. Tuma, G. Nottebohm